# Begränsad fordonshöjd

Vägmärket

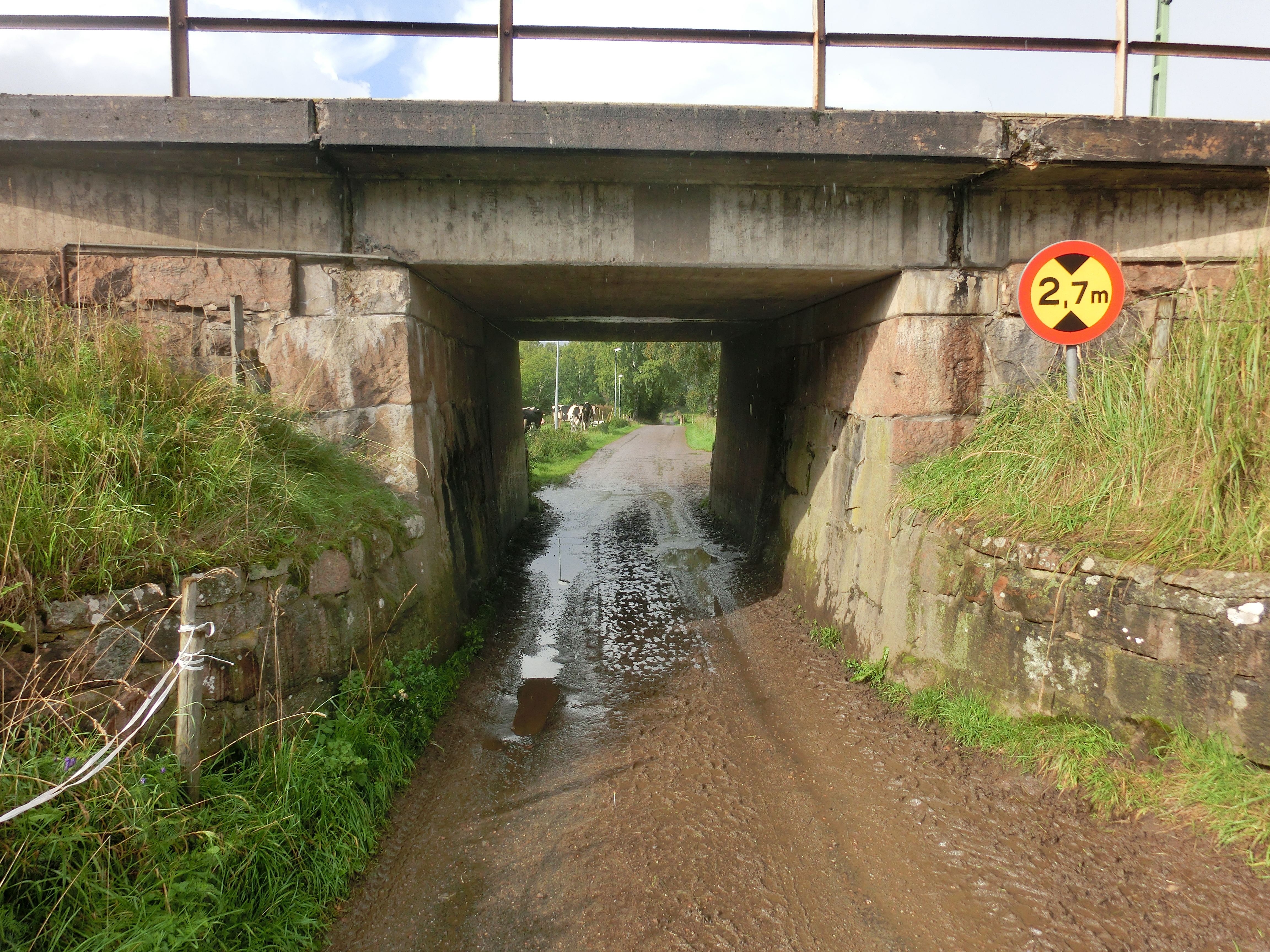
Märket anger förbud mot trafik med fordon över en viss höjd om den fria höjden är lägre än 4,5 meter. Högsta tillåtna fordonshöjd anges på märket.

Begränsad fordonshöjd är ett vägmärke i Sverige som anger fri höjd som är den höjd som ett fordon eller en fordonskombination skall kunna passera fritt under, utan risk för kollision med det som är ovan fordonet/fordonskombinationen under passagen.  Det innebär att så länge fordonet/fordonskombinationens höjd inte överstiger den fria höjden ska man säkert kunna passera under exempel dessa tunnlar eller viadukter. I Sverige betyder fri höjd generellt 4,5 meter (4 meter i övriga EU) förutom Norge 4,5 meter och Finland 4,4 meter. Det finns dock många passager som kräver betydligt lägre fordonshöjd än 4,5 meter, då är passagen uppmärkt ned vägmärket begränsad fordonshöjd samt rådande fri höjd för denna  passage.